# Hlučiaci potok
Hlučiaci potok je potok na Spiši, v katastrálním území města Podolínec (okres Stará Ľubovňa). Je to levostranný přítok Krížného potoka a měří 0,9 km.
Pramení pod vrchem Svaté Anny v nadmořské výšce kolem 720 m a teče západním směrem dolinou Hlučiaceho potoka. Tato dolina je z poloviny zalesněná, zbytek tvoří louky. Nedaleko cca 0,4 km od lyžařského vleku, přibližně 2,6 km severně od centra města Podolínec, se v nadmořské výšce 612 vlévá do Krížného potoka.